# 2011年のインディ500
2011年のインディ500は、2011年5月29日に開催されたインディ500第95回のレースである。2011年のインディカー・シリーズの第5戦として行われた。また、第1回開催から100周年を迎えるレースでもあった。全車ホンダエンジン・ダラーラシャシー・ファイアストンタイヤを使用。

## 予選

### 予選第1日『ポール・デイ』
- 5月21日に行われた。まず暫定予選通過24台を決めたあと、上位9人による最終予選『ファスト9』によってポール・ポジションを決定した。なお、ファスト9に進出した9台は予選通過と予選順位が確定した。
- ファスト9進出者はファスト9の記録、それ以外は予選の記録を表示。

| ポール・デイ（5/21）   | ポール・デイ（5/21） | ポール・デイ（5/21）       | ポール・デイ（5/21）                         | ポール・デイ（5/21）   | ポール・デイ（5/21） |
| 順位                   | No.                  | ドライバー                 | チーム                                       | 4周平均速度            | ポイント             |
| ファスト9              | ファスト9            | ファスト9                  | ファスト9                                    | ファスト9              | ファスト9            |
| ---------------------- | -------------------- | -------------------------- | -------------------------------------------- | ---------------------- | -------------------- |
| 1                      | 77                   | アレックス・タグリアーニ   | サム・シュミット・モータースポーツ           | 227.472 mph (366 km/h) | 15                   |
| 2                      | 9                    | スコット・ディクソン       | チップ・ガナッシ・レーシング                 | 227.340 mph (366 km/h) | 13                   |
| 3                      | 2                    | オリオール・セルビア       | ニューマン・ハース・レーシング               | 227.168 mph (366 km/h) | 12                   |
| 4                      | 99                   | タウンゼント・ベル         | サム・シュミット・モータースポーツ           | 226.887 mph (365 km/h) | 11                   |
| 5                      | 12                   | ウィル・パワー             | チーム・ペンスキー                           | 226.773 mph (365 km/h) | 10                   |
| 6                      | 98                   | ダン・ウェルドン           | ブライアン・ハータ・オートスポーツ           | 226.490 mph (365 km/h) | 9                    |
| 7                      | 44                   | バディ・ライス             | パンサー・レーシング                         | 225.786 mph (363 km/h) | 8                    |
| 8                      | 67                   | エド・カーペンター         | サラ・フィッシャー・レーシング               | 225.121 mph (362 km/h) | 7                    |
| 9                      | 10                   | ダリオ・フランキッティ     | チップ・ガナッシ・レーシング                 | タイム無し（ガス欠）   | 6                    |
| 10 - 24位              |                      |                            |                                              |                        |                      |
| 10                     | 5                    | 佐藤琢磨                   | KVレーシング・テクノロジー                   | 225.736 mph (363 km/h) | 4                    |
| 11                     | 14                   | ヴィトール・メイラ         | A.J.フォイト・エンタープライズ               | 225.590 mph (363 km/h) | 4                    |
| 12                     | 4                    | J.R.ヒルデブランド         | パンサー・レーシング                         | 225.579 mph (363 km/h) | 4                    |
| 13                     | 06                   | ジェームス・ヒンチクリフ   | ニューマン・ハース・レーシング               | 225.572 mph (363 km/h) | 4                    |
| 14                     | 30                   | ベルトラン・バゲット       | レイホール・レターマン・ラニガン・レーシング | 225.285 mph (363 km/h) | 4                    |
| 15                     | 11                   | デイヴィー・ハミルトン     | ドレイヤー&レインボールド・レーシング        | 225.250 mph (363 km/h) | 4                    |
| 16                     | 3                    | エリオ・カストロネベス     | チーム・ペンスキー                           | 225.216 mph (362 km/h) | 4                    |
| 17                     | 43                   | ジョン・アンドレッティ     | アンドレッティ・オートスポーツ               | 224.981 mph (362 km/h) | 4                    |
| 18                     | 59                   | E.J.ヴィソ                 | KVレーシング・テクノロジー                   | 224.732 mph (362 km/h) | 4                    |
| 19                     | 41                   | ブルーノ・ジュンケイラ     | A.J.フォイト・エンタープライズ               | 224.691 mph (362 km/h) | 4                    |
| 20                     | 22                   | ジャスティン・ウィルソン   | ドレイヤー&レインボールド・レーシング        | 224.511 mph (361 km/h) | 4                    |
| 21                     | 88                   | ジェイ・ハワード           | サム・シュミット・モータースポーツ           | 224.483 mph (361 km/h) | 4                    |
| 22                     | 07                   | トーマス・シェクター       | SHレーシング                                 | 224.433 mph (361 km/h) | 4                    |
| 23                     | 82                   | トニー・カナーン           | KVレーシング・テクノロジー                   | 224.417 mph (361 km/h) | 4                    |
| 24                     | 78                   | シモーナ・デ・シルベストロ | HVMレーシング                                | 224.392 mph (361 km/h) | 4                    |
| 参照：インディカー公式 |                      |                            |                                              |                        |                      |

### 予選第2日『バンプ・デイ』
- 5月22日に行われた。予選通過の枠残り9つをかけて争った。なお、ポール・デイで予選を通過したドライバーがバンプ・アウトされることがなかった[1]ため、10-24位のドライバーも順位通りで予選通過が確定した。

| バンプ・デイ（5/22） | バンプ・デイ（5/22） | バンプ・デイ（5/22）   | バンプ・デイ（5/22）                  | バンプ・デイ（5/22）   | バンプ・デイ（5/22） |
| 順位                 | No.                  | ドライバー             | チーム                                | 4周平均速度            | ポイント             |
| -------------------- | -------------------- | ---------------------- | ------------------------------------- | ---------------------- | -------------------- |
| 25                   | 23                   | ポール・トレーシー     | ドレイヤー&レインボールド・レーシング | 224.939 mph (362 km/h) | 3                    |
| 26                   | 7                    | ダニカ・パトリック     | アンドレッティ・オートスポーツ        | 224.861 mph (362 km/h) | 3                    |
| 27                   | 6                    | ライアン・ブリスコー   | チーム・ペンスキー                    | 224.639 mph (362 km/h) | 3                    |
| 28                   | 26                   | マルコ・アンドレッティ | アンドレッティ・オートスポーツ        | 224.628 mph (362 km/h) | 3                    |
| 29                   | 83                   | チャーリー・キンボール | チップ・ガナッシ・レーシング          | 224.499 mph (361 km/h) | 3                    |
| 30                   | 38                   | グラハム・レイホール   | チップ・ガナッシ・レーシング          | 224.380 mph (361 km/h) | 3                    |
| 31                   | 19                   | アレックス・ロイド     | デイル・コイン・レーシング            | 223.957 mph (360 km/h) | 3                    |
| 32                   | 36                   | ピッパ・マン           | コンクエスト・レーシング              | 223.936 mph (360 km/h) | 3                    |
| 33                   | 24                   | アナ・ベアトリス       | ドレイヤー&レインボールド・レーシング | 223.879 mph (360 km/h) | 3                    |

- 予選落ち

| No. | ドライバー                                    | チーム                         | 備考                                                     |
| --- | --------------------------------------------- | ------------------------------ | -------------------------------------------------------- |
| 8   | ホーピン・タン                                | ドラゴン・レーシング           | ポール・デイにクラッシュしドクターストップ               |
| 20  | スコット・スピード パトリック・カーペンティア | ドラゴン・レーシング           | バンプ・デイにスピードからカーペンティアに交代           |
| 27  | マイク・コンウェイ                            | アンドレッティ・オートスポーツ |                                                          |
| 34  | セバスチャン・サーベドラ                      | コンクエスト・レーシング       |                                                          |
| 17  | ラファエル・マトス                            | AFSレーシング                  |                                                          |
| 18  | ジェームズ・ジェイクス                        | デイル・コイン・レーシング     |                                                          |
| 28  | ライアン・ハンター＝レイ                      | アンドレッティ・オートスポーツ | ジュンケイラと交代することにより予選33位扱いで決勝を出走 |

## 決勝
- 『ポイント』は、予選・決勝で獲得したポイントの合計。
- 『（R）』は、2011年インディ500のルーキー。（シーズンのルーキーとは異なる）『（W）』は、前年までのインディ500優勝経験者。

| 順位                         | No. | ドライバー                   | チーム                                       | 周回 | 時間 リタイヤ理由  | スタート 順位 | リード ラップ | ポイント |
| ---------------------------- | --- | ---------------------------- | -------------------------------------------- | ---- | ------------------ | ------------- | ------------- | -------- |
| 1                            | 98  | ダン・ウェルドン（W）        | ブライアン・ハータ・オートスポーツ           | 200  | 2:56:11.7267       | 6             | 1             | 59       |
| 2                            | 4   | J.R.ヒルデブランド (R)       | パンサー・レーシング                         | 200  | +2.1086            | 12            | 7             | 44       |
| 3                            | 38  | グラハム・レイホール         | チップ・ガナッシ・レーシング                 | 200  | +5.5949            | 29            | 6             | 38       |
| 4                            | 82  | トニー・カナーン             | KVレーシング・テクノロジー                   | 200  | +7.4870            | 22            | 0             | 36       |
| 5                            | 9   | スコット・ディクソン（W）1   | チップ・ガナッシ・レーシング                 | 200  | +9.5434            | 2             | 73            | 45       |
| 6                            | 2   | オリオール・セルビア1        | ニューマン・ハース・レーシング               | 200  | +9.5435* (+8.8757) | 3             | 18            | 42       |
| 7                            | 30  | ベルトラン・バゲット         | レイホール・レターマン・ラニガン・レーシング | 200  | +23.9631           | 14            | 11            | 30       |
| 8                            | 07  | トーマス・シェクター         | SHレーシング                                 | 200  | +24.3299           | 21            | 0             | 28       |
| 9                            | 26  | マルコ・アンドレッティ       | アンドレッティ・オートスポーツ               | 200  | +25.7411           | 27            | 0             | 25       |
| 10                           | 7   | ダニカ・パトリック           | アンドレッティ・オートスポーツ               | 200  | +26.4483           | 25            | 10            | 23       |
| 11                           | 67  | エド・カーペンター           | サラ・フィッシャー・レーシング               | 200  | +27.0375           | 8             | 3             | 26       |
| 12                           | 10  | ダリオ・フランキッティ（W）  | チップ・ガナッシ・レーシング                 | 200  | +56.4167           | 9             | 51            | 24       |
| 13                           | 83  | チャーリー・キンボール (R)   | チップ・ガナッシ・レーシング                 | 199  | +1 lap             | 28            | 0             | 20       |
| 14                           | 12  | ウィル・パワー               | チーム・ペンスキー                           | 199  | +1 lap             | 5             | 0             | 26       |
| 15                           | 14  | ヴィトール・メイラ           | A.J.フォイト・エンタープライズ               | 199  | +1 lap             | 11            | 0             | 19       |
| 16                           | 22  | ジャスティン・ウィルソン     | ドレイヤー&レインボールド・レーシング        | 199  | +1 lap             | 19            | 0             | 18       |
| 17                           | 3   | エリオ・カストロネベス（W）  | チーム・ペンスキー                           | 199  | +1 lap             | 16            | 0             | 17       |
| 18                           | 44  | バディ・ライス（W）          | パンサー・レーシング                         | 198  | +2 laps            | 7             | 0             | 20       |
| 19                           | 19  | アレックス・ロイド           | デイル・コイン・レーシング                   | 198  | +2 laps            | 30            | 0             | 15       |
| 20                           | 36  | ピッパ・マン (R)             | コンクエスト・レーシング                     | 198  | +2 laps            | 31            | 0             | 15       |
| 21                           | 24  | アナ・ベアトリス             | ドレイヤー&レインボールド・レーシング        | 197  | +3 laps            | 32            | 0             | 15       |
| 22                           | 43  | ジョン・アンドレッティ       | アンドレッティ・オートスポーツ               | 197  | +3 laps            | 17            | 0             | 16       |
| 23                           | 41  | ライアン・ハンター＝レイ2    | A.J.フォイト・エンタープライズ               | 197  | +3 laps            | 33            | 0             | 12       |
| 24                           | 11  | デイヴィー・ハミルトン       | ドレイヤー&レインボールド・レーシング        | 193  | +7 laps            | 15            | 0             | 16       |
| 25                           | 23  | ポール・トレーシー           | ドレイヤー&レインボールド・レーシング        | 175  | +25 laps           | 24            | 0             | 13       |
| 26                           | 99  | タウンゼント・ベル           | サム・シュミット・モータースポーツ           | 157  | 接触               | 4             | 0             | 21       |
| 27                           | 6   | ライアン・ブリスコー         | チーム・ペンスキー                           | 157  | 接触               | 26            | 0             | 13       |
| 28                           | 77  | アレックス・タグリアーニ     | サム・シュミット・モータースポーツ           | 147  | 接触               | 1             | 20            | 25       |
| 29                           | 06  | ジェームス・ヒンチクリフ (R) | ニューマン・ハース・レーシング               | 99   | 接触               | 13            | 0             | 14       |
| 30                           | 88  | ジェイ・ハワード (R)         | サム・シュミット・モータースポーツ           | 60   | 接触               | 20            | 0             | 14       |
| 31                           | 78  | シモーナ・デ・シルベストロ   | HVMレーシング                                | 44   | ハンドリング       | 23            | 0             | 14       |
| 32                           | 59  | E.J.ヴィソ                   | KVレーシング・テクノロジー                   | 27   | 接触               | 18            | 0             | 14       |
| 33                           | 5   | 佐藤琢磨                     | KVレーシング・テクノロジー                   | 20   | 接触               | 10            | 0             | 14       |
| ‐                            | 41  | ブルーノ・ジュンケイラ2      | A.J.フォイト・エンタープライズ               | -    | 下記参照           | -             | -             | 4        |
| リードチェンジ：23回（10人） |     |                              |                                              |      |                    |               |               |          |
| 参照：インディカー公式       |     |                              |                                              |      |                    |               |               |          |

## レース詳細
- 予選ではシモーナ・デ・シルベストロがクラッシュで左手に火傷を負ったが、決勝レースには応急処置を施して出走した。
- 日本人唯一の出場となった佐藤は21周目ターン１でウォールに接触しリタイアした。
- 1回目のフルコースコーション時に各車がピットストップに入ったが、ウィル・パワーがピットアウトを早まりピットレーンで左リアタイヤが脱輪するアクシデントが発生した。
- チップ・ガナッシ・レーシングのディクソンとフランキッティは序盤から後半まで124周をリードした。しかしラストピット後の展開を読み間違え燃料不足でペースダウン、フランキッティに至っては最終周で200mphを下回るほどであった。一方同チームのレイホールは29番手スタートから166周目にはラップリーダーになる追い上げを見せた。
- レースは残り40周で燃費競争になった。179周目にはダニカ・パトリックが6年振りに、189周目には彼女を抜いてベルトラン・バゲットがリーダーに立ったが共にアンダーグリーンでピットに入った。
- 198周目、ヒルデブラントがラップリーダーに立つと最終周に入るまでトップを守った。しかしルーキーの優勝者が誕生すると誰もが思った最終コーナーでクラッシュ、ウェルドンが残り305メートル地点でオーバーテイクし2005年以来のインディ500通算2勝目となった。なお、ヒルデブランドはクラッシュしたものの惰性でゴールし、2位となった。
- ウェルドンは2009年・2010ともにパンサー・レーシングから出走して2位であった。一方、ヒルデブランドの所属するパンサー・レーシングは2008年のヴィトール・メイラを合わせ、チームとして4年連続2位という結果となった。
- ウェルドンはこのレースで以下の記録を残した。
  - 決勝での平均レース速度 170.265 mph (274.015 km/h)、当時歴代4位であり1991年以来20年振りに170mphを上回った。
  - 200周の完走タイム 2時間56分11秒7267。2000年のファン・パブロ・モントーヤ以来となる3時間以内の完走を達成した。
  - 優勝ドライバーのリードラップ数 1周。1912年のジョー・ドーソンの最少記録(2周)を更新した。
- なお、ウェルドンはこの年の最終戦ラスベガスで多重クラッシュに巻き込まれ事故死、これがインディカー最後の勝利となった。
- 注1：ゴールの時点ではセルビアが前だったが、フルコースコーション（追い抜き禁止）時に抜いていたことと判断され順位が入れ替えられた。
- 注2：予選を通過したのはジュンケイラだったが、決勝はハンター＝レイが交代して出走。予選のポイントはジュンケイラ、決勝のポイントはハンター＝レイのみに加算

## ギャラリー

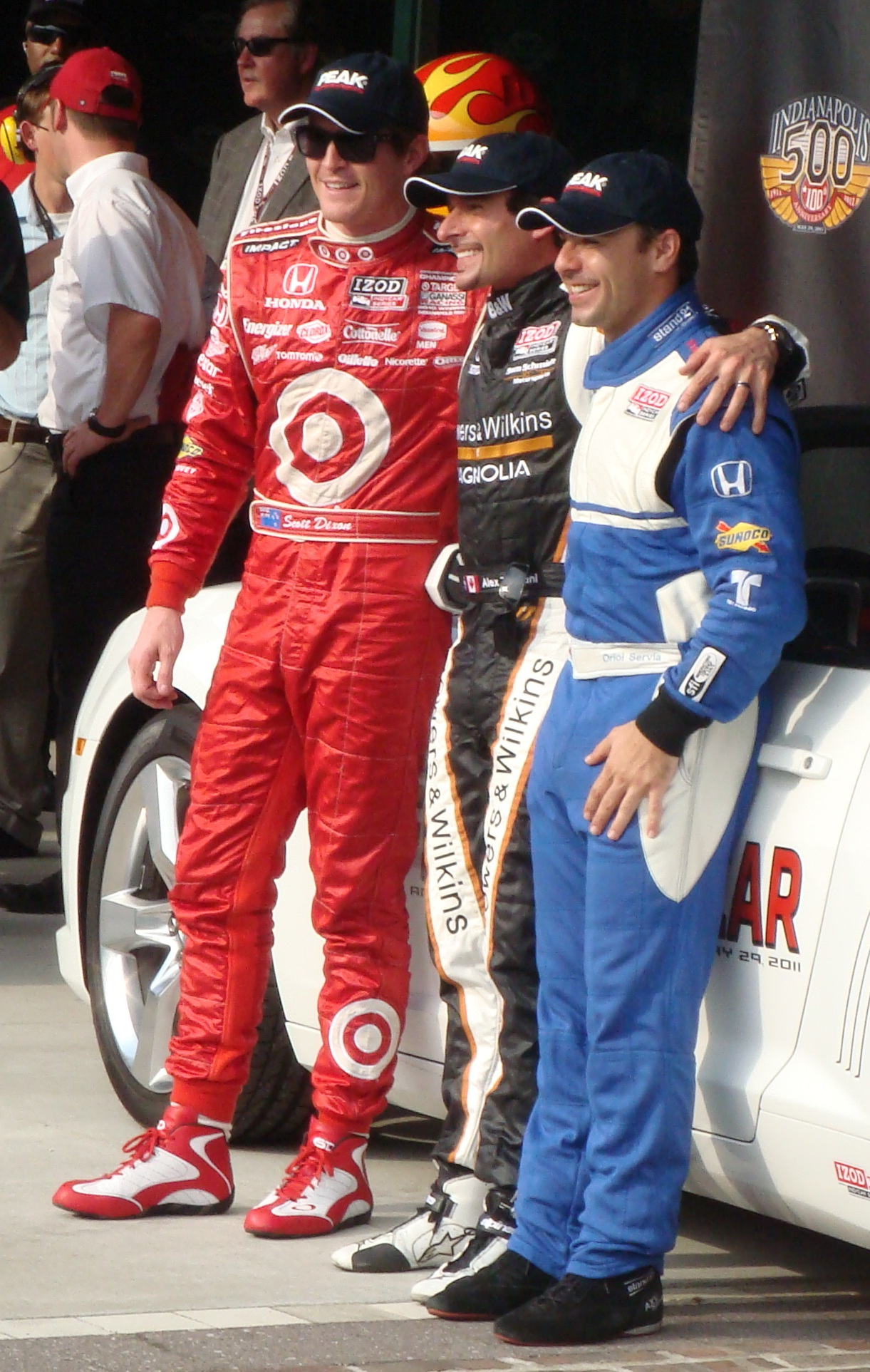
予選上位3人 （左からディクソン・タグリアーニ・セルビア）
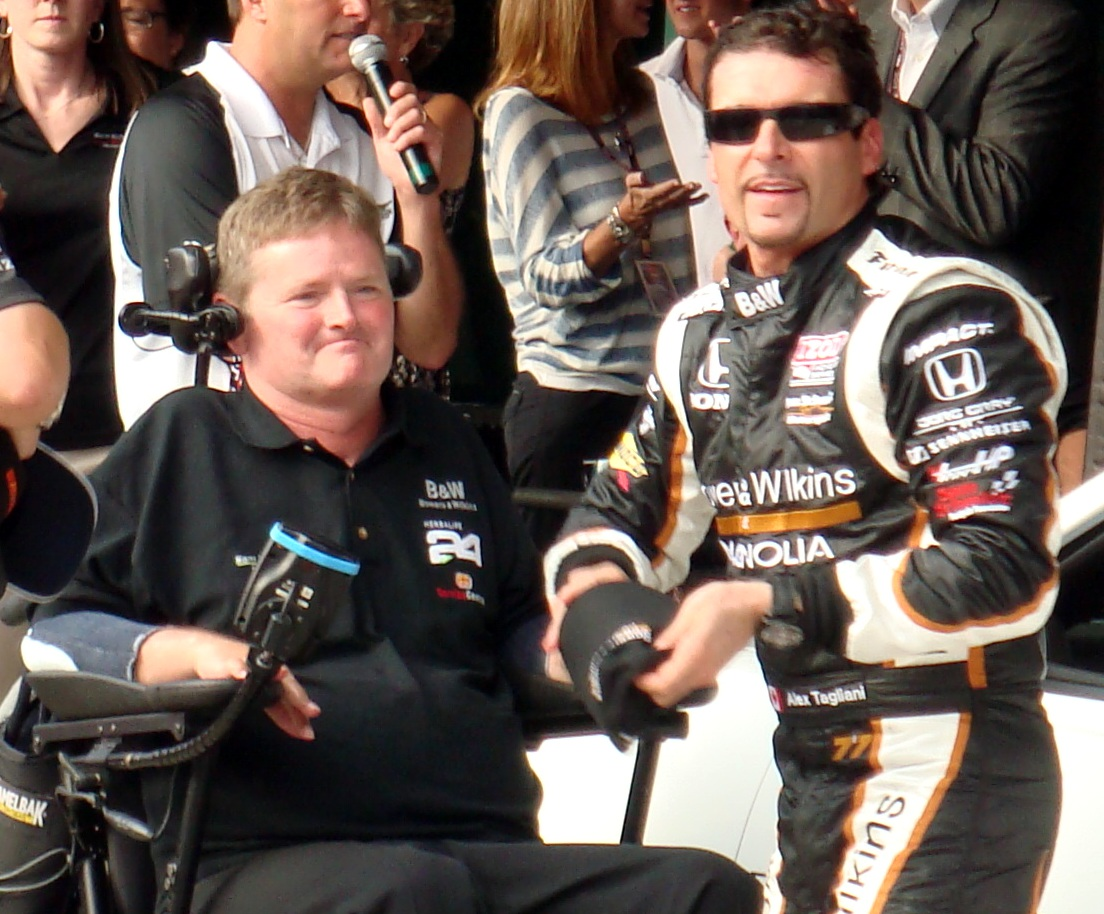
ポール・ポジションを獲得したタグリアーニとオーナーのサム・シュミット
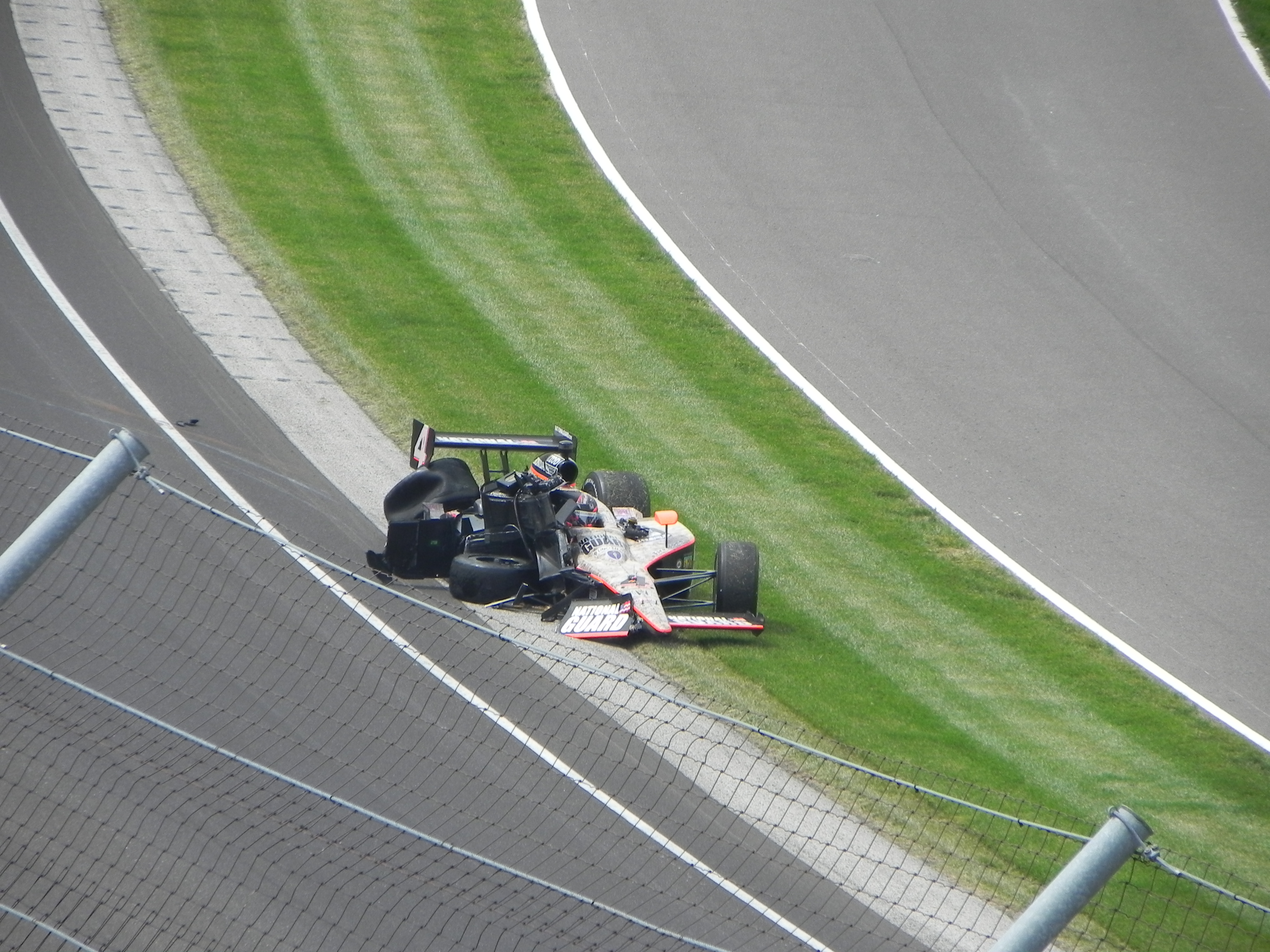
優勝目前にしてクラッシュ、惰性で走り2位でゴールしたヒルデブランドはゴール後、1コーナーでマシンを止めた
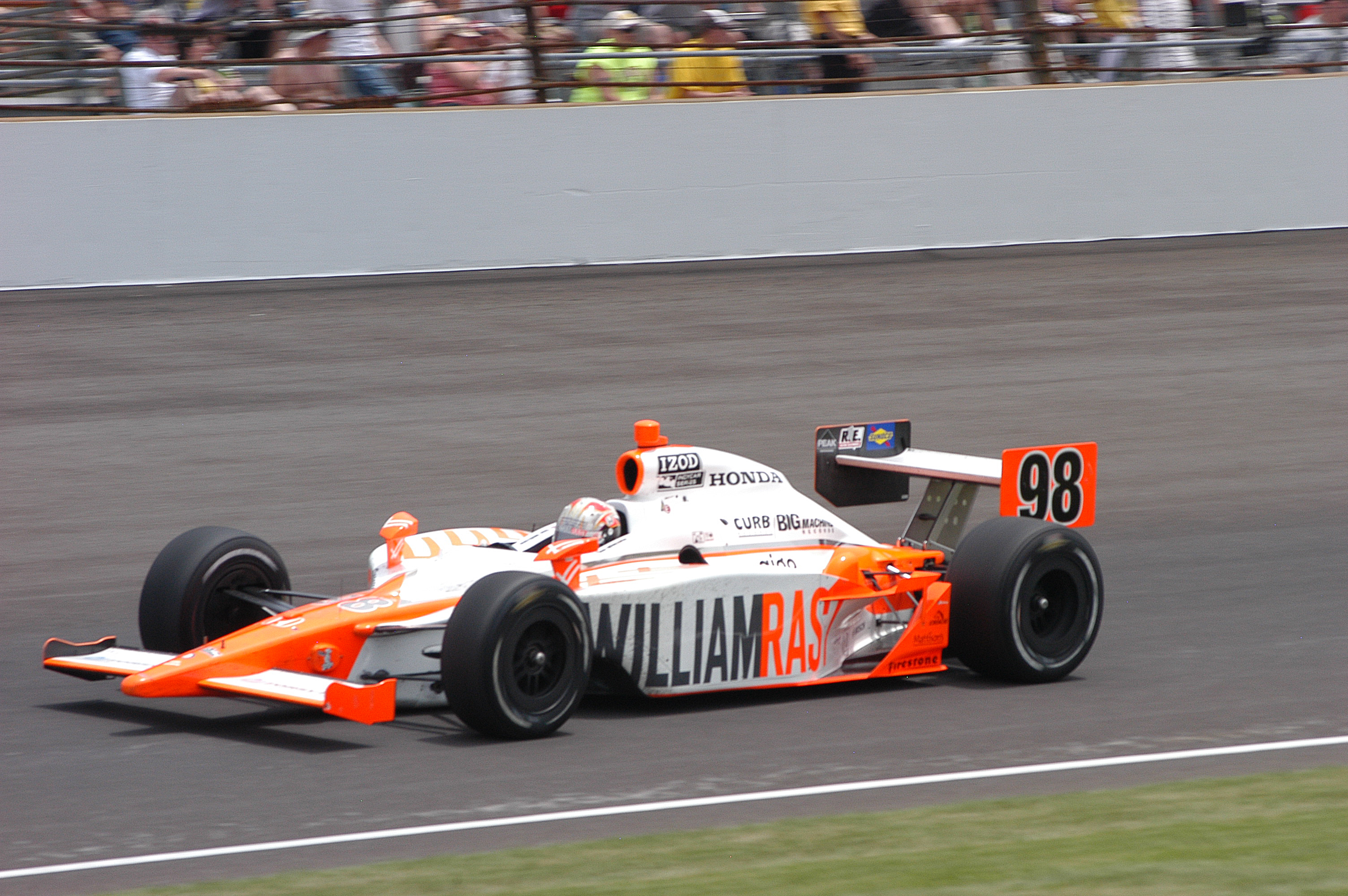
優勝したウェルドンのマシン。翌年の大会期間中には第１回の優勝車の隣に展示された。